# Melanopsin

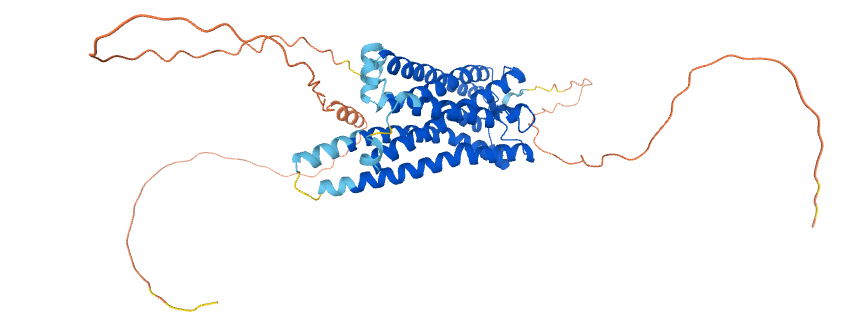
Dreidimensionale Proteinstruktur von Melanopsin.

Melanopsin, auch OPN4 genannt, ist ein Protein der Opsin-Familie, das Retinal als Chromophor bindet und damit zu einem lichtempfindlichen Molekül wird, einem Photopigment. Es wurde zuerst 1998 im Krallenfrosch (Xenopus laevis) identifiziert. Bei diesem Tier kommt es in den Melanozyten der Haut, den Augen und im Gehirn vor. Bei Säugetieren wie Mäusen und dem Menschen wurde Melanopsin in speziellen Nervenzellen des Auges gefunden, wo es zur Registrierung der Umgebungshelligkeit dient.

## Melanopsinsignale
Die Signale dieser Nervenzellen, auch intrinsisch photosensitive retinale Ganglienzellen (intrinsically photosensitive retinal ganglion cells; ipRGCs) genannt, tragen zur Synchronisation der circadianen Rhythmik mit dem natürlichen Tag-Nacht-Zyklus bzw. dem sozialen Tag-Nacht-Rhythmus bei. Darüber hinaus steuern diese Signale auch die Produktion des Hormons Melatonin am Abend und in der Nacht sowie die Größe der Pupille mittels des Pupillenreflexes.
Die photosensitiven Ganglienzellen stellen in der Netzhaut eine Untergruppe der retinalen Ganglienzellen (RGCs) dar und werden durch das gebildete Melanopsin selbst lichtsensitiv. Sie senden über Axone, die direkt zu den Nuclei suprachiasmatici (SCN) des Hypothalamus ziehen, anhaltende, die Helligkeit widerspiegelnde Signale, die als Zeitgeber für Taktzeichen endogener Rhythmen interpretiert werden. Untersuchungen zeigten insbesondere die Bedeutung von Melanopsin für die lichtabhängige Unterdrückung der Melatonin-Ausschüttung in der Epiphyse und so dessen Zusammenhang mit Aufgaben der inneren Uhr. Beim Menschen enthält nur ein geringer Anteil der retinalen Ganglienzellen (etwa 1 %) Melanopsin.

## Spektrale Empfindlichkeit
Melanopsin hat eine breite spektrale Empfindlichkeit, mit einem Maximum bei rund 480 nm. Das spektrale Helligkeitsempfinden im photopischen Bereich, dem die Photopsine enthaltenden der L- und M-Zapfenzellen des Auges zugrunde liegen, hat einen anderen Verlauf (siehe V-Lambda-Kurve). Seit 2018 liegen die spektralen Empfindlichkeiten für die Photorezeptoren in der menschlichen Netzhaut durch die Internationale Beleuchtungskommission (CIE) in standardisierter Form vor. Dies bedeutet auch, dass die Stärke der Melanopsinaktivierung etwa in der Lichtplanung nicht durch übliche Fotometer bestimmt werden kann.